# Rachad Club Meknès
Pour les articles homonymes, voir USM.
Le Rachad Club de Meknès (en arabe : نادي الرشاد المكناسي) est un ancien club marocain de football fondé en 1956 et disparu en 1962 (après une fusion pour former le COD Meknès), et basé dans la ville de Meknès.

## Histoire
Crée en 1956, le RC Meknès a disputé sa première saison en 1956-57 en seconde division.
Il monte en première division dès la saison suivante en remportant les matchs barrages. Le club joua sa meilleure saison en terminant 9e de la saison 1957-58. À la saison 1958-59, le club se place dernier du classement et se voit relégué en seconde division où il évoluera jusqu'en 1962.
En 1962, le Rachad de Meknès et deux autres clubs meknassis, l'ASFT (Association Sportive Football de Tanger) et le Difaâ de Beni M'hamed, fusionnent pour former le COD Meknès.